# Cibakháza
Cibakháza is een plaats (nagyközség) en gemeente in het Hongaarse comitaat Jász-Nagykun-Szolnok. Cibakháza telt 4625 inwoners (2007).